# 婦人陸軍部隊

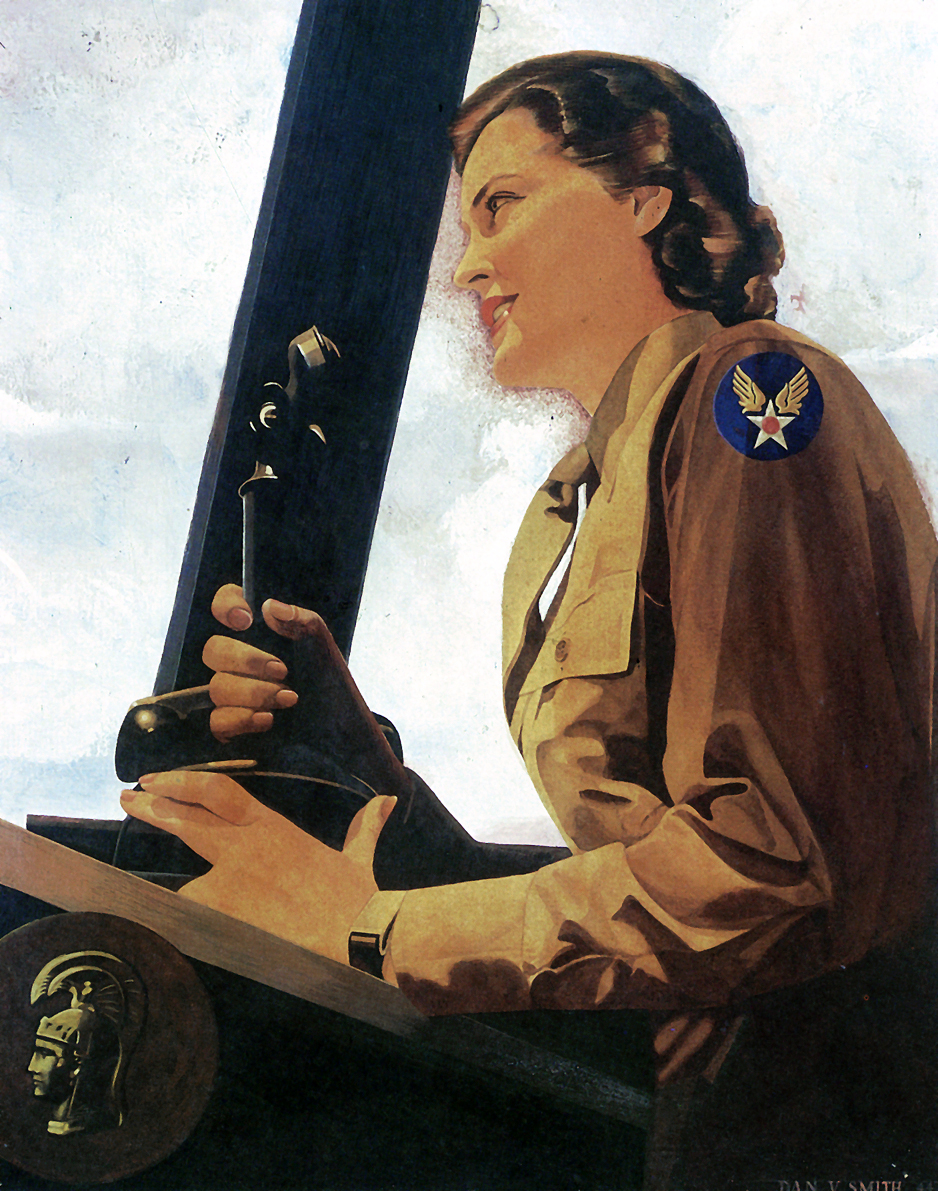
婦人陸軍部隊航空管制官 1943年

婦人陸軍部隊（ふじんりくぐんぶたい Women's Army Corps, WAC）は、第二次世界大戦中のアメリカ合衆国において編成された組織。

## 概要

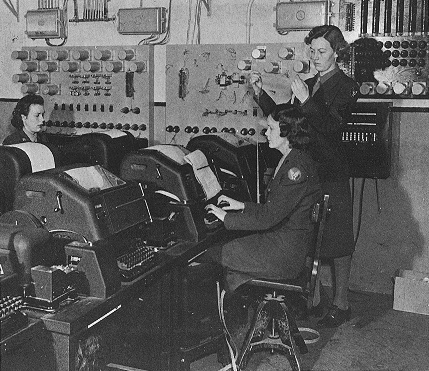
第二次大戦中にテレタイプを操作している婦人陸軍部隊員

婦人陸軍部隊はアメリカ陸軍の補助部隊として1942年5月14日に設立され、1943年には組織として完全な形となった。最初の指揮官は、テキサス州の有力な政治家夫人であり行政官、新聞編集者でもあるオヴィータ・カルプ・ホビーが務めた。
第2次大戦中は約15万人ものアメリカ人女性が婦人陸軍部隊や婦人陸軍補助部隊に勤務した。看護婦を除いて陸軍に務める最初の女性たちであった。一方、陸軍上層部や世論の一般的な保守的な意見は、男性不足は新しい政策を必要としていたものの当初は女性が軍服を着ることに反対であった。多くの女性はアメリカ本土勤務であったがヨーロッパや北アフリカ、ニューギニアなどの世界中の様々な地域で勤務した。例えば、婦人陸軍部隊は最初の侵攻から2，3週間後にはノルマンディーの海岸に上陸している。
男性には女性たちが兵士となった場合に男性の地位が低下することを懸念するものもいた。また、男たちは女性が安全な仕事から戦闘部隊に送られてくることを懸念した。　
ダグラス・マッカーサー将軍は婦人陸軍部隊について、女性たちは一生懸命働くが、不平は少なく、男性よりも規律正しいと述べるとともに、「私の一番の兵士たち」と呼んだ。多くの将軍はより多くの婦人陸軍部隊を望み、女性の徴兵を提案したが、深刻な大衆抗議と議会拒絶を招くとして戦争省は大幅な移行には受け入れなかった。15万人の女性たちは7個師団に匹敵する男性たちを戦場に送りだすことを可能にした。ドワイト・D・アイゼンハワー将軍は「女性たちの効率、能力、精神、決意による貢献は計り知れない」と述べている。
同時期には、アメリカ軍には同様の組織としては海軍にはWAVES、沿岸警備隊にはSPARS、Women Airforce Service Pilotsがあった。イギリス空軍には婦人補助空軍を含む同様な組織があり、ドイツ国防軍においても国防軍補助婦隊（Wehrmachthelferinnen）が存在している。
1978年、婦人陸軍部隊は解散した。以降、アメリカ陸軍の女性は男性と同じ部隊で勤務していた。もっとも、1994年にレス・アスピン国防長官が特定の部隊から女性を除外することによって「捕虜になる実質的な危険」を取り除くことを命令するまでは女性たちは戦闘の付近までしか許されていなかった。

## 指揮官一覧
| • | 陸軍大佐 オヴィータ・カルプ・ホビー               |  | (1942 – 1945) |
| • | 陸軍大佐 ウェストレイ・バトル・ボイス             |  | (1945 – 1947) |
| • | 陸軍大佐 メアリー・ハラレン                       |  | (1947 – 1953) |
| • | 陸軍大佐 イレーナ・O・ギャロウェイ                |  | (1953 – 1957) |
| • | 陸軍大佐 メアリー・ルイス・ラズムソン             |  | (1957 – 1962) |
| • | 陸軍大佐 エミリー・C・ゴーマン                    |  | (1962 – 1966) |
| • | 陸軍准将 エリザベス・P・ホイシントン              |  | (1966 – 1971) |
| • | 陸軍准将 ミルドレッド・イネズ・カルーン・バイレイ |  | (1971 – 1975) |
| • | 陸軍准将 メアリー・E・クラーク                    |  | (1975 – 1978) |